# Гамаюн
Гамаю́н — мифическая райская птица в русской культуре. В произведениях книжности XVII—XIX веков это залетающая из рая безногая и бескрылая вечнолетающая при помощи хвоста птица, предвещающая своим падением смерть государственных деятелей. В XVII—XVIII веках эта птица изображалась на произведениях декоративно-прикладного искусства, пушках и знамёнах. Гамаюн попал на герб Смоленска и на производные от него символы.
В культуре XIX—XXI веков имелось два основных направления развития образа: как райской птицы, с которой связываются представления о счастье и блаженстве, и, благодаря творчеству В. Васнецова и А. Блока, как мифической птицы, предвещающей беду. Визуальный образ птицы гамаюн претерпел изменение с течением времени: сначала у неё появились крылья и ноги, а затем и женское лицо.
Истоки образа восходят к мифической птице хумай из иранского фольклора и к существовавшим в XVI—XVIII веках легендам о новогвинейском зоологическом семействе райских птиц. Несмотря на распространённое заблуждение, сведений о существовании птицы гамаюн в русском традиционном фольклоре нет.

## Этимология
Согласно основной версии, слово имеет иранское происхождение. В мифологии иранцев, а также тюрков и других соседних народов хума(й) (перс. هما [huma]) — мифическая птица счастья, приносящая владычество тем, над кем она очень низко пролетит, повеяв им крыльями на голову. Гамаюн — это искажение хумаюн (конкретные причины и пути перехода хумаюн в гамаюн остаются невыясненными) — прилагательного от хума(й), которое означало «приятный, добрый, хороший; процветающий, благословенный, благополучный, счастливый; благородный, высочайший, почтеннейший; августейший, шахский, царственный, императорский; искусный, хитроумный, чудодейственный». Возможно также, что гамаюн — это фрагмент от перс. murg-i-humay’un-bal — «птица, предвещающая счастье».
Кроме того, Хумаюн / Хомаюн могло быть и собственным мужским именем, например так звали падишаха Империи Великих Моголов (1508—1556). Также слово хумаюн / гамаюн встречалось в русской дипломатической переписке с османскими и персидскими правителями конца XV — начала XVII века в составе титулования этих правителей — «гамаюна подражатель». При этом вероятно, что разные значения слова гамаюн проникали в русскую книжность и непосредственно из восточных источников и через источники европейские. В русской книжности слово гамаюн имеет мужской род.
В говорах русского языка существует и, по-видимому, омонимичное слово гамаюн (гомаюн, гомоюн), образованное от корня гам- / гом- — «крик, шум, смех, говор, громкая ссора, нестройные и шумные голоса». Этой лексемой обозначают «говорливого, крикливого, шумливого» и далее «беспокойного, хлопотливого, непоседливого» и «домовитого, работящего человека; рачительного, заботливого хозяина», и, напротив, «бранчливого человека, буяна», а также человека, говорящего на другом, непохожем говоре, человека с особенностями речи и жителя определённой местности. Также слово использовалось в качестве внутрисемейного имени, откуда произошла фамилия Гамаюнов. В России имеются или имелись топонимы, происходящие от этого слова, например, этнокультурная местность Гамаюнщина в Ромодановской волости Калужской губернии. От потомков жителей калужской Гамаюновщины произошли гамаюны — жители Нижнесергинского района Свердловской области, а по ним был назван мыс (полуостров) Гамаюн у посёлка Палкино в Екатеринбурге, по которому в свою очередь получила название археологическая гамаюнская культура. Вопреки некоторым источникам, по всей видимости, мифологический омоним проник в народ и начал оказывать влияние на этот блок значений только во второй половине XIX века. Впрочем, ныне эти значения используются редко: в «Национальном корпусе русского языка» по состоянию на 2013 год только в 2 источниках из 31 речь идёт не о легендарной птице.

## В книжности
Первое упоминание о птице гамаюн в русской книжности встречается в переводах натурфилософского трактата «Христианская топография» (ок. 547 года) Козьмы Индикоплова, появившихся на Руси не позднее XV века, но возможно гораздо ранее. Согласно одному из них, «Книге глаголемой Козмография, сложена от древних философов, преведена с римского языка» XVII века, а также согласно сборнику Кержинского собрания XVII — начала XVIII века и сборнику Причудского собрания начала XIX века гамаюн, вместе с птицами финик или фениз (феникс) и харадр, залетает на острова в восточном море, в частности на мифический остров Макарийский (Макарицкий, Макаридский, острова Марадыфии), откуда близко до Рая, эти птицы источают чудесное благоухание. Несмотря на значительное количество русских списков «Христианской топографии», образ птицы гамаюн не проник в русский фольклор и памятники книжной литературы этого времени.
Согласно «Книге естествословной» XVIII века, райская птица гамаюн размером чуть больше воробья, у неё прекрасное разноцветное оперение, но нет ног и крыльев, а хвост в 7 пядей (1,25 м), она постоянно летает при помощи хвоста, а если падает на землю, то умирает и это предвещает смерть некой знатной персоны. Подобная райская птица из Индии или с Мальдивских островов называется в русской книжности XVII—XVIII веков также апус, еме, имоноцодиата, манкория, манукодията, манцкодис и парадызеа. Хотя в ряде источников сказано, что эти птицы никогда не отдыхают, другие утверждают, что они могут зацепляться двумя жилами на хребте, или перьями за сухие деревья и так восстанавливать силы. У манукодият на голове тонкое как волос перо, закрывающее им глаза, изнутри перо изумрудно-зелёное, под горлом — огненно-красное, иногда лимонно-жёлтое, эти перья индийская знать якобы носила на голове. Про птицу парадызею (от лат. paradisus — рай) или апус писали также, что она очень «долга́ и страшна», её глаза закрыты перьями. Непрестанно летающая птица netinuša, лишь раз в неделю садящаяся на землю ради одного зёрнышка, известна в поверье из Боснии и Герцеговины. Представления о безногости и вечном полёте райских птиц встречается в иллюстрированном «Травнике» (1582) Адама Лоницера и в других европейских источниках.

## В искусстве XVII—XVIII веков
Сохранилось описание сосуда в виде птицы Гамаюн, купленного в 1614 году для царя Михаила Фёдоровича у московского купца Михаила Смывалова: «Птица Гамаюн, около шеи сверху обнизано жемчугом, на середине жемчужина большая, позадь её на спине репей серебряной, на репье зерно жемчужное». 21 октября 1626 года дьяк Ждан Шипов отнёс в Верх к государю в хоромы птицу Гамаюн, вероятно, имеется в виду какое-то произведение декоративно-прикладного искусства, например шкатулка, в виде птицы. То же самое можно сказать и по поводу райской птицы Гамаюн, упоминаемой в «Книге глаголемой Урядник, новое уложение и устроение чина Сокольничья Пути» 1668 года, описывающей церемониалы царской охоты при изложении чина поставления рядового охотника в звание начального сокольника: из Гамаюна доставали письмо, написанное нововыбранному от имени царя. По-мнению В. К. Былинина и Д. М. Магомедовой, в данном случае также обыгрывается значение птицы Гамаюн как «„царственной“ и „вещей“, пророчащей счастье, царские милости и райское благополучие».
Сидящая на пушке, первоначально безногая, а иногда также и бескрылая, райская птица Гамаюн изображена на гербе Смоленска, достоверно известном со второй половины XVII века. Однако имя гамаюн упоминается не во всех геральдических источниках, часто говорится просто о райской птице. В ряде источников гамаюн является синонимом райской птицы:13. Возможно, наиболее ранним изображением с ней является «печать княжества Смоленского» 1664 года (с подписью «птица гам[аюн]»). Хотя, согласно переведённым на русский язык в 1682 году стихам из польской книги «Золотое гнездо», герб учредил князь Глеб Святославич, когда получил от Великого князя Литовского Витовта разрешение на княжение в Смоленске (1392): «… на дом свой клейнот корону принимает, велико рождение свое клейнотом являет, под короной гамаюна на громаде [пушке] обсадив, великородство их милостей Смоленских князей изъявив, как громада зук [гул, шум] свой всюду раздевает так и княжества Смоленского всюду прославляет, …то печать князей Смоленских». Далее различающиеся изображения безногой райской птицы появляются на смоленском гербе в большом и малом Титулярниках 1672 года, где она похожа на «пушистого дикобраза», а её перья — на волосы:13; на тарелке царя Алексея Михайловича 1675 года и на тарелке, подаренной царицей Натальей Кирилловной царевичу Алексею Петровичу в 1694 году; на изображении российской государственной печати в «Дневнике путешествия в Московию» 1698—1699 годов посла И. Г. Корба; на рисунке «печати царского величества княжества Смоленского» 1725 года (с подписью «птица гамаюн»). Официально это изображение утверждено в 1730 году. На гербе Смоленской губернии, утверждённом в 1856 году, райская птица «встала на ноги» и «твёрдо стоит на них, гордо задрав пышный хвост и расправив крылья». В таком виде она присутствует и на современных смоленских гербах, безногость сохранилась только на символах Вязьмы.

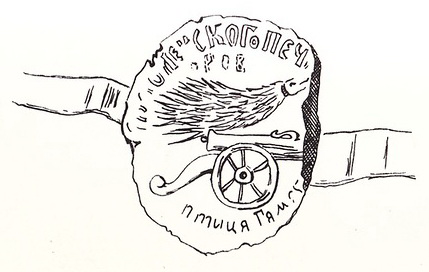
«Печать княжества Смоленского». 1664 год
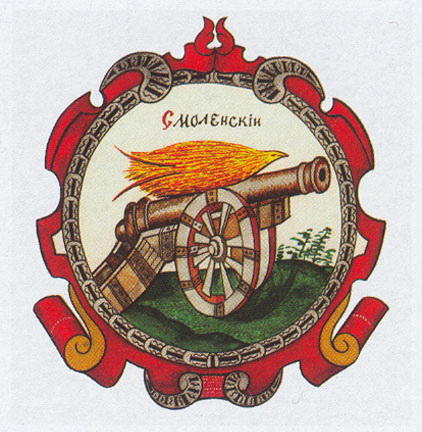
Смоленской герб из малого Титулярника. 1672 год
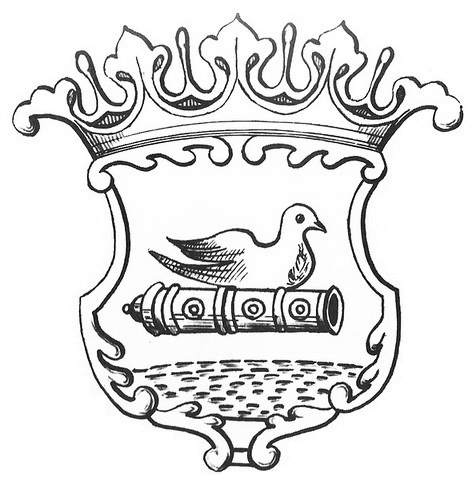
Герб Смоленска на тарелке царя Алексея Михайловича. 1675 год
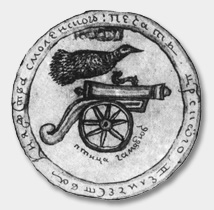
Рисунок «Печати царского величества княжества Смоленского». 1725 год
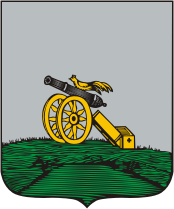
Герб Смоленского наместничества 1780 года
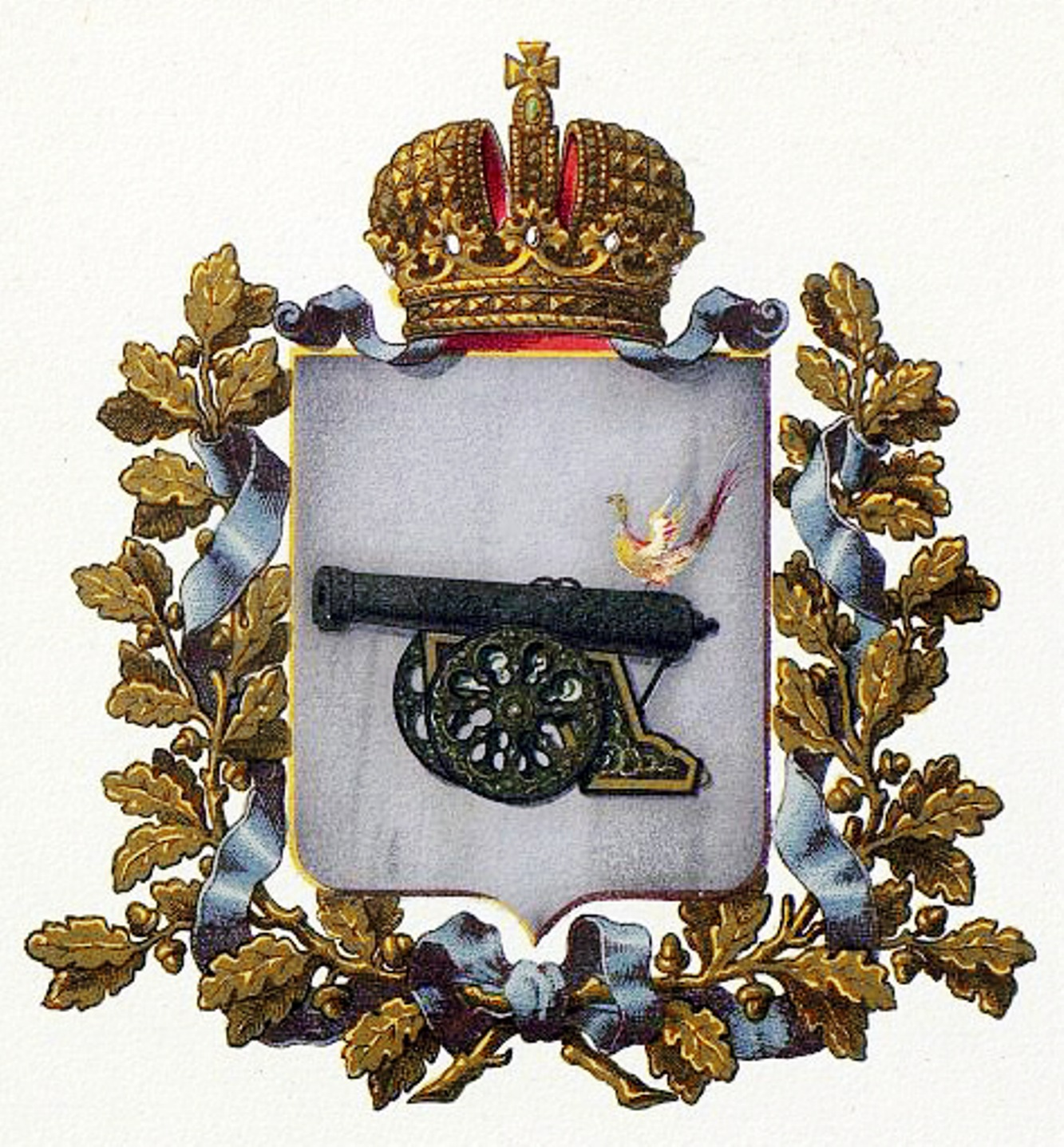
Герб Смоленской губернии 1856 года

Из ранних достоверных изображений гамаюна можно назвать помещённое под соответствующей буквой в лицевом «Букваре славянороссийских письмен» (1694) Кариона Истомина. Во всех списках книги это летящая безногая птица «с вытянутой шеей и распущенной метёлкой перьев» — вполне в соответствии с книжным описанием. Кроме того, в издании 1694 года, в исполнении гравёра Леонтия Бунина, она напоминает ежа; данное изображение явно создано под воздействием смоленского герба.
Можно предположить, что птица гамаюн могла быть изображена в росписях («райских пейзажах») Коломенского дворца, выполненных в 1664—1666 годах. Гамаюн был изображён на сотенном знамени у сокольников и стремянных конюхов в Рижском походе царя Алексея Михайловича 1656 года — в Описи знамён 1664 года под № 10 говорится, что это знамя чёрной тафты, в середине вшита птица гамаюн, опушка тафта белая. В отличие от райских птиц алконост и сирин, гамаюн никогда не изображался в лубке.
В Актах Московского уезда XVII века под 1696 годом описана пушка-пищаль «Гамаюн»: «Великого государя в казне на пушечном дворе налицо полковых пищалей… пищаль гамаюн ядром и длиною такова же весом 25 пуд 30 гривенок на турецком стану». Вероятно иная, одноимённая пищаль была позднее помещена Петром I в Музей воинских трофеев (ныне находится у здания Арсенала Московского Кремля): «Гамаюн, вес 102 пудов, лил мастер Мартьян Осипов 1690 г.», с рельефным изображением безногой птицы гамаюна. Ю. Л. Воротников отмечает, что таким образом, мы имеем как бы реальное изображение смоленского герба, тем более, что рисунок на втором орудии схож с изображением смоленского герба в дневнике И. Г. Корба.

## Прообраз
Истоки книжных представлений о гамаюне следующие. В Европу с начала XVI века с Новой Гвинеи и Молуккских островов поступали чучела представителей биологического семейства райских птиц, у которых невозможно было обнаружить ноги и крылья. Наряду с рассказами местных жителей, что эти птицы прилетают с небес, это послужило причиной появления воззрений, поддерживаемых торговцами и распространённых даже среди естествоиспытателей, таких как Ю. Ц. Скалигер, Д. Кордано и К. Геснер, что райские птицы летают при помощи своего хвоста, никогда не садясь на землю, при помощи него же они цепляются за ветви деревьев для отдыха. Это заблуждение зафиксировано в данном в 1758 году К. Линнеем латинском названии большой райской птицы: Paradisaea apoda — дословно «Парадизея [райская] безногая». Только в 1782 году стало известно, что на самом деле конечности райским птицам при изготовлении чучел обрезали поставлявшие их местные жители, чтобы использовать в качестве оберегов.
Несмотря на это естественное происхождение, безногость гамаюна дала толчок для глубокого мифического образа вечного полёта, нарушения которого имеют пророческие значения. Стоит также учесть, что гербоведы Российской империи, например, А. Б. Лакиер и П. П. Винклер, пытались объяснить безногую птицу на смоленском гербе как отображение противостояния Русского царства и Речи Посполитой за Смоленск.
Чучела райских птиц покупались индийцами для украшения и в магических целях: считалось, что они приносят военную удачу и вообще расположение богов. Названия манукодията и т. п. возникли из туземного мануко девата — «птица божья», так как райские птицы чаще встречались летающими высоко в небе. Это обстоятельство послужило и для других названий: солнечные и небесные птицы. Вероятно, отсюда же идут и упоминания о райском происхождении этих птиц. Представления о длинной и страшной парадызеи вероятно также связаны с наблюдением чучел, так как засушенные аборигенами райские птицы выглядели большими и плоскими, потому что при сушке их клали, сжимая между двух досок, на солнце или «над великим жаром».
Гамаюном звали любимого «сибирского цветного» кречета царя Алексея Михайловича. По предположению И. М. Тарабрина, именно эта птица могла быть изображена на упоминавшемся знамени с гамаюном в Рижском походе 1656 года. В 1686 году государям Ивану и Петру Алексеевичам поднесли живой некую диковинную птицу, которую называли гамаюном, причём незнакомые с ней торговые люди не смогли определить её стоимость. Стольник П. А. Толстой в своих отчётах о поездке в Европу в 1697—1699 годах рассказывал о том, что в одной из кунсткамер Южной Австрии «видел четыре птицы, которые называются гамаяны, … положены в склянишных сосудах в двойное вино и с перьем». По мнению Н. Н. Сперансова, гамаюном могли называть и неизвестного русским попугая:13.

## В художественных произведениях

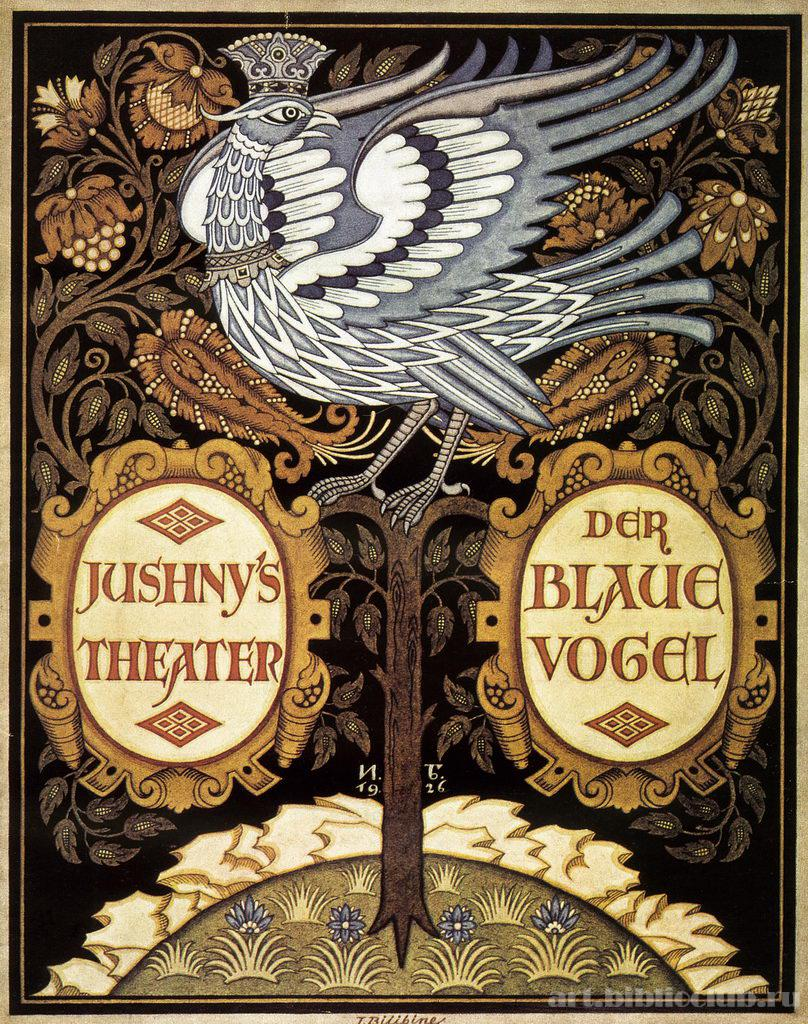
И. Я. Билибин. Обложка программы пьесы «Синяя птица» М. Метерлинка, поставленной в Берлине в 1926 году. По мнению Г. В. Ражнёва, здесь изображён стилизованный русский Гамаюн, который, так же как и Синяя птица, является адаптацией мифа о райских птицах.

В культуре XIX—XXI веков происходит дальнейшее «насыщение» образа птицы гамаюн, как и образов остальных легендарных райских птиц, «романтическим содержанием». При этом существуют две основные тенденции его развития.
Во-первых, гамаюн — это райская птица, с которой связываются представления «о счастье и блаженстве». Среди примеров рассказ «Касьян с Красивой Мечи» (1851) Ивана Тургенева, главный герой которого мечтает побывать в местах, «где живёт птица Гамаюн сладкогласная, и с дерев лист ни зимой не сыплется, ни осенью, и яблоки растут золотые на серебряных ветках, и живёт всяк человек в довольстве и справедливости». Другой пример — стихотворения Константина Бальмонта «Райские птицы» (1907) и «Гусляр» (1909), где гамаюн — райская птица, услаждающая людей своим пением: «И если звоном нежных струн ты убаюкан, засыпая, так это птица Гамаюн поёт в безвестном, голубая». В стихотворении «Табун» (1915) Сергея Есенина с гамаюном сравнивается играющий на рожке пастух. Сладкоголосая птица гамаюн упоминается в «Повести о детстве» (1948) Фёдора Гладкова.
Толчок к развитию нового, неомифологического образа птицы гамаюн в русской культуре как «многозначного символа мистического характера» дала картина Виктора Васнецова «Гамаюн, птица вещая» 1897 года. Художник, хотя по-видимому и был знаком с книжными описаниями гамаюна, не придерживался их в своей работе. На картине изображена чёрнокрылая птица с «мрачно-прекрасным», скорбным, тревожным или даже испуганным:124, «лишённым всякой царственности» женским лицом с детскими чертами:123-124. Это скорее «контаминация мотивов, связанных с древнерусскими райскими птицами вообще» и с образом птицы алкион (алконост), в частности, чем отображение представлений собственно о гамаюне. На связь с алконостом указывают розовые и пурпурные тона картины, опущенные чёрно-серые крылья птицы и образ дерева над водной гладью. Картина имеет апокалиптическую атмосферу:119. По-мнению И. А. Сухвановой, Гамаюн видит перед собой нечто ужасное, но не в силах отвести взор:124. Картина вполне соответствовала своему времени с его тревожными предчувствиями:119. В работах современных художников, вслед за Васнецовым, Гамаюн преимущественно изображается птицей с женской головой.
В 1899 году под впечатлением от картины Васнецова Александр Блок написал одноимённое стихотворение (опубликовано в 1908 году), трактующее её символический смысл и придающее ей исторический контекст. В стихотворении образ Гамаюн ещё более трагичен, она предвещает «иго злых татар», «казней ряд кровавых, и трус, и голод, и пожар, злодеев силу, гибель правых». Её лик прекрасен, хотя и объят ужасом, а на звучащих правдой устах запеклась кровь. Блок переносит Гамаюн в период до монголо-татарского ига и даже в «предвечные» времена. По мнению исследователей, «это как бы заставка ко всему его творчеству», они даже сравнивают самого поэта с вещим Гамаюном и отмечают, что стихотворение звучит как пророчество для истории России в XX веке. По мнению А. С. Трошина, Гамаюн «приобретает в лирическом произведении новые черты литературного символа и мифа, становится знаком времени». Стихотворение положено на музыку (1967) Дмитрием Шостаковичем.

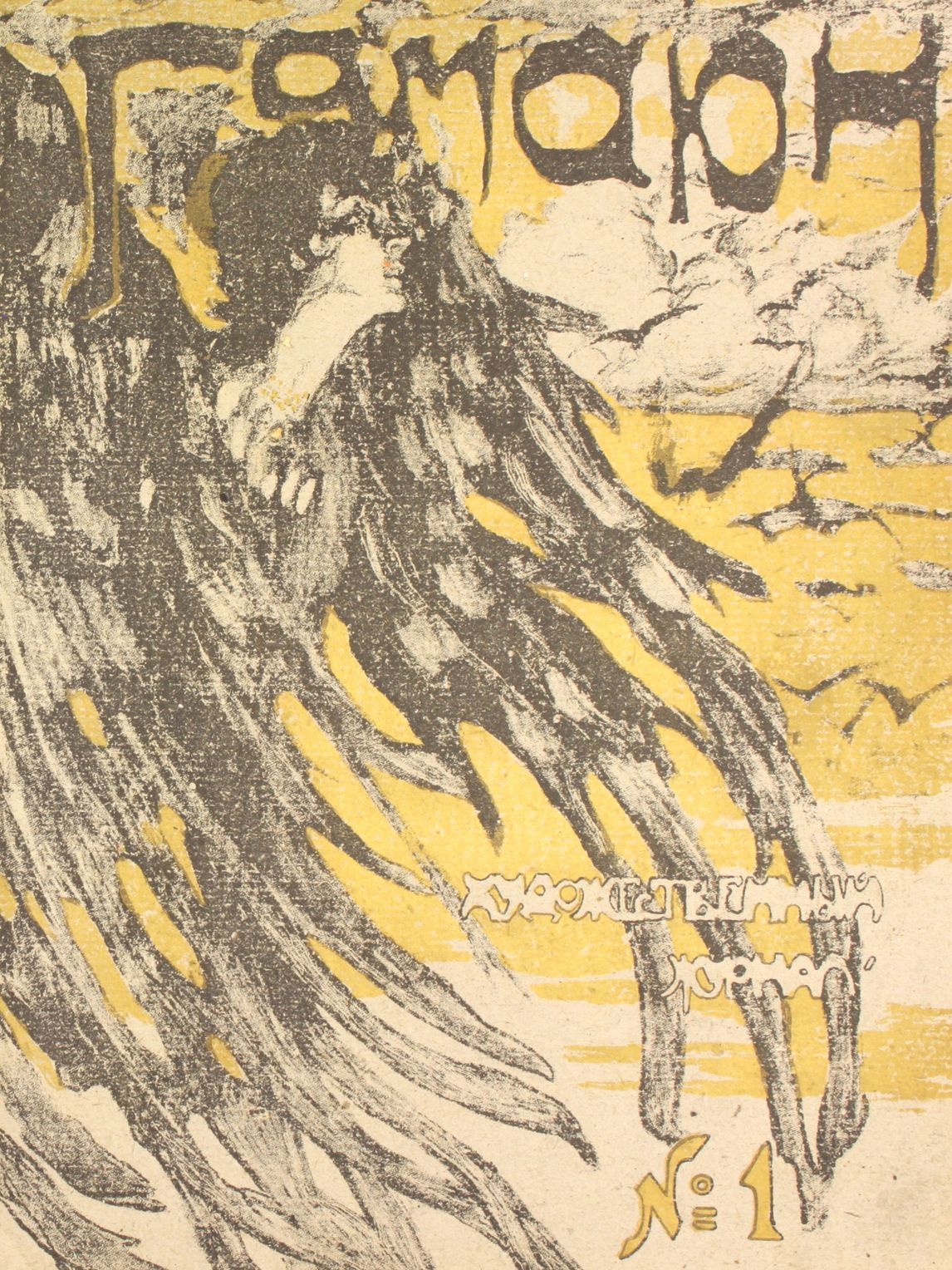
А. И. Вахрамеев. Обложка революционного журнала «Гамаюн». 1906 год. В открывающем его стихотворении «Гамаюн-вещун, птица мудрая» ведёт стаю соколов на битву с «птицей чёрною».

Мрачный образ вещей птицы Васнецова и Блока получил развитие в русской культуре XX века. В стихотворении «Я смертельна для тех, кто нежен и юн…» (1910) Анны Ахматовой гамаюн показана как «птица печали», сводящая путника с верного пути, что в данном случае олицетворяет «непреодолимую трагическую силу любви». Именем гамаюн был назван «Литературный сборник в пользу пострадавших от землетрясения в Семиреченской области» 1911 года с обложкой работы художника А. М. Арнштама. «Гамаюном» назывался русский поэтический кружок в Белграде в 1923—1925 годах, в 1924 году им был выпущен сборник «Гамаюн — птица вещая»; название было выбрано по стихотворению Блока, в котором поэты находили «отзвуки своей изгнаннической судьбы и трагических событий в России». В стихотворении «Песня Гамаюна» Николая Клюева, которое хранилось как приложение к протоколу допроса поэта в 1934 году, за три года до его расстрела, показана картина гибели родной земли: «К нам вести горькие пришли, что зыбь Арала в мёртвой тине, что редки аисты на Украине, моздокские не звонки ковыли».
В притче в историческом романе «Иван III — государь всея Руси» (1946—1955) Валерия Язвицкого коготок птицы гамаюн даёт Степану-богатырю способность «видеть окружающий мир по-другому — с его бедами, несправедливостями и жестокостями»; он становится «символом прозрения, взросления богатыря, а в подтексте — символом познания» будущим государем Иваном «необходимости трудной борьбы» за объединение Руси. Птица гамаюн как символ надежды и возрождения встречается в историческом романе «Зори над Русью» (1954) Михаила Рапова, где она вводится для завязки основного сюжета — освобождения Руси от татарского ига.
В современной культуре Гамаюн часто упоминается вместе с двумя другими легендарными райскими птицами, Алконостом и Сирином. Их образы во многом сближаются, хотя в конкретных произведениях каждой из птиц обычно приписываются свои характерные особенности. В песне «Купола» (1975) Владимира Высоцкого появление птицы Гамаюн сравнивается со звоном семи «заветных струн» (вероятно, отклик на стихотворение Бальмонта) и восходом семи «богатых лун»; в то время, когда Сирин «радостно скалится, веселит, зазывает из гнёзд», а Алконост «тоскует-печалится, травит душу», Гамаюн показана как дающая надежду на пробуждение родины, которая «раскисла, опухла от сна». Другим примером может быть песня «Сирин, Алконост, Гамаюн» (1992) Бориса Гребенщикова.

## Массовая культура и славянское неоязычество
Надёжных сведений о существовании птицы гамаюн в русском традиционном фольклоре нет. Несмотря на это, в современных литературоведческих, лингвистических и популярных мифологических работах часто ложно утверждается, что гамаюн — это древнеславянская легендарная или сказочная вещая птица с человеческим лицом, предвещающая избранным людям владычество, счастье. Встречается и обратное утверждение, что «гамаюн — в русском фольклоре птица — вещунья печали и смерти». Также иногда указывается, что изображения птицы гамаюн часто встречались на знамёнах, утвари, доспехах и других древнерусских предметах, что она фигурирует в древнерусских стихах. Некоторые работы фактически отождествляют гамаюна с хумай, приписывая ему свойства последней, даже если они не зафиксированы непосредственно в русской культуре.
В 1992 году вышли «Песни птицы Гамаюн» А. И. Асова (Буса Кресеня) — «своеобразная авторская стилизация, в основу которой положена псевдореконструкция гипотетического „узелкового письма“ древних славян, отождествляемого составителями сборника [„Русские веды“] с легендарными „чертами и резами“» (в составе сборника «Русские веды», состоящего из двух частей — «Песни птицы Гамаюн» и «Велесова книга»). В нём «вещая птица» Гамаюн прилетает с восточной стороны и садится на яблоню на берегу реки Смородины у «бел горюч камня» Алатыря. Она показана как посланник Велеса, знающая прошлое и прорицающая будущее избранным людям. Сведения из книги напрямую или косвенно приводятся в школьных программах и используются в некоторых «научных» статьях. Книга Асова «Русские Веды. Песни птицы Гамаюн. Велесова книга» с многотысячным тиражом и рассылкой по всем библиотекам стала информационным поводом массового повсеместного возникновения родноверия.

## В современных геральдике и топонимике
Райская птица Гамаюн (без человеческих черт) изображена в центральной композиции на символах Смоленщины и производных от них: гербы и флаги Смоленского княжества, губернии и области, городов Смоленска и Вязьмы, районов Смоленского, Татищевского Саратовской области и Тербунского Липецкой области (так как территорию последних двух районов осваивали выходцы из Смоленской губернии). Герб Смоленска был включён также в состав ряда гербов и флагов населённых пунктов и административных единиц Смоленской области и ранее Смоленской губернии. Независимые от смоленского герба образы птицы Гамаюн (с женским лицом) представлены на символах города Михайловска Нижнесергинского района Свердловской области (так как местных жителей звали гамаюнами; утверждён в 2005 году) и посёлка Зеленоградского Пушкинского района Московской области (2006).

Герб Смоленской области
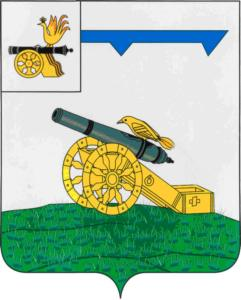
Герб города Вязьма в Смоленской области
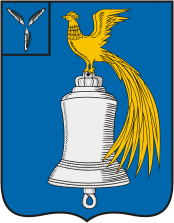
Герб Татищевского района Саратовской области
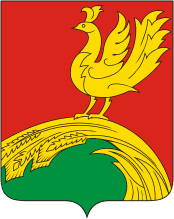
Герб Тербунского района Липецкой области
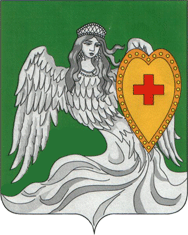
Герб городского поселения Зеленоградский в Пушкинском районе Московской области
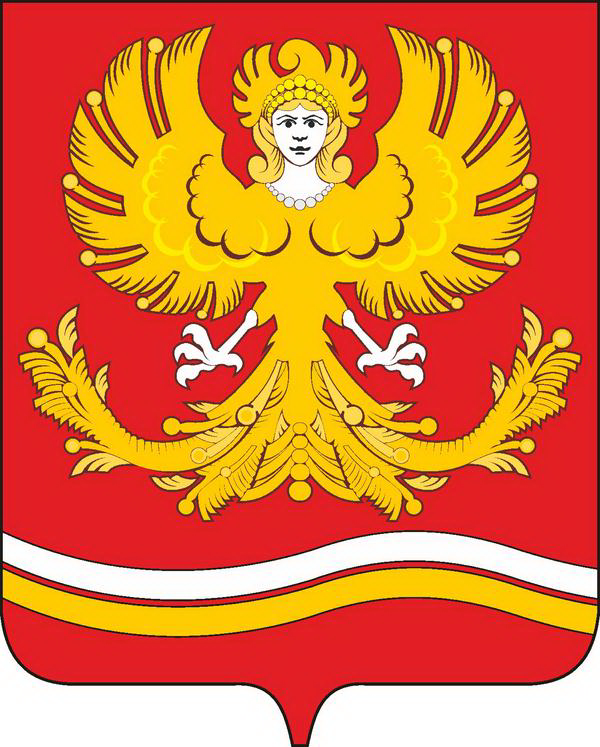
Герб города Михайловск в Свердловской области
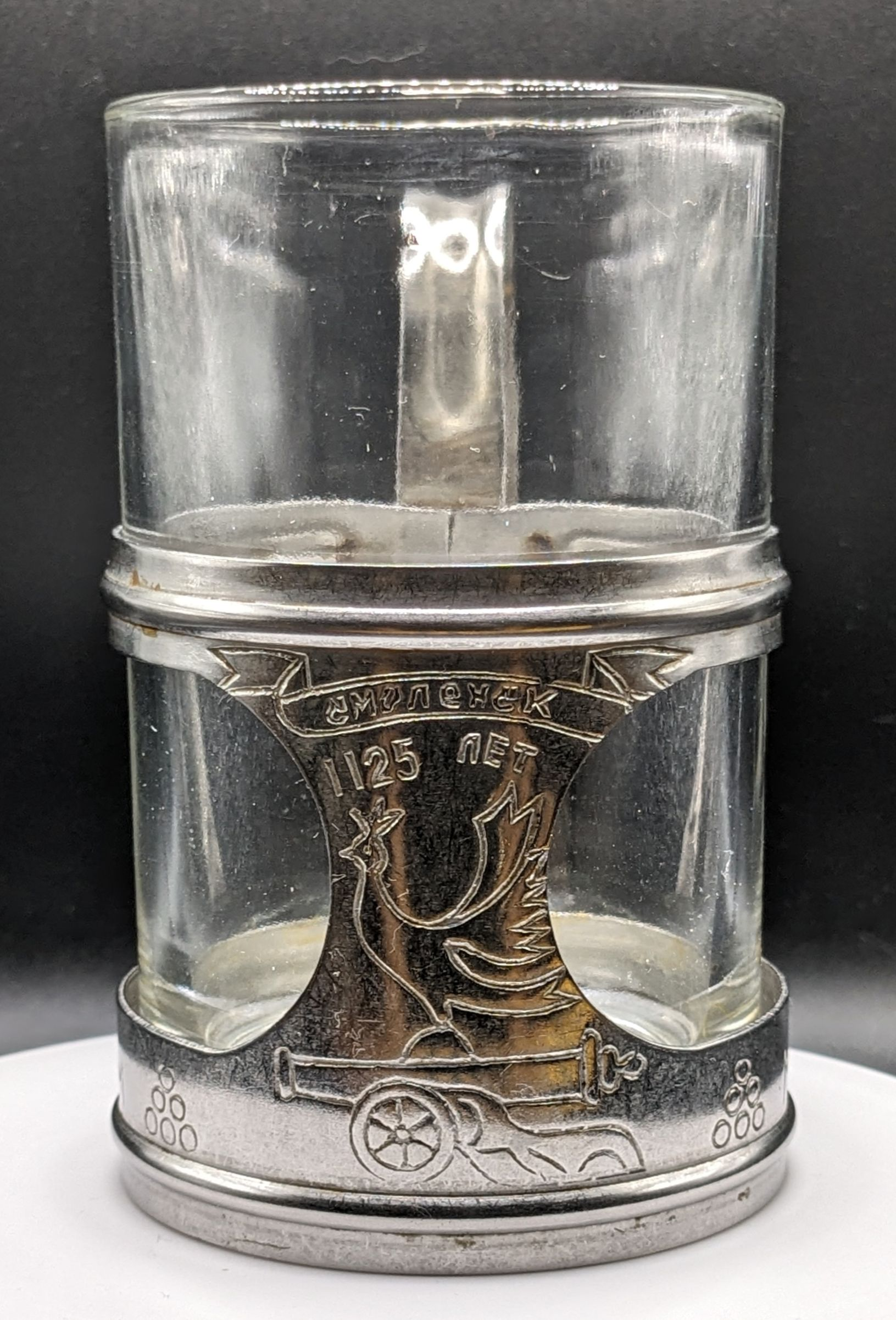
Герб Смоленска и Гамаюн на подстаканнике в честь 1125-летия города

В официальных обоснованиях вышеуказанной символики утверждается, что райская птица Гамаюн символизирует счастье и стремление к нему; богатство, благополучие и величие; мир и возрождение после войн; стремление к высшим идеалам; «драгоценные опыт и культуру народа, позволяющие безбоязненно смотреть в будущее, предвидеть его», утверждается, что Гамаюн «на Руси считалась вещей птицей, умеющей предвидеть события и их исход», она предупреждает об опасности; её символика — это «и защита, и покровительство, и возрождение», «аллегория единства человеческого разума, сил природы и стихии»; наконец, на конкретных гербах она становится даже символом «космической птицы — первого космонавта нашей планеты Юрия Гагарина» и медсестёр местного эвакогоспиталя времён Великой Отечественной войны. По мнению Н. Н. Сперансова, «гамаюн — символ чуткости, настороженности, меткости, иногда счастья и чудесной силы»:13. В некоторых геральдических источниках гамаюн необоснованно смешивается с возрождающимся из огня фениксом:36 — символом вечного возрождения и обновления.
В честь гамаюн, «вещей птицы, символа мудрости и знаний», Международный астрономический союз 26 марта 2020 года назвал скалу (лат. Gamayun Saxum) на астероиде Бенну.